# Chalermpong Punpoo
Chalermpong Punpoo (en tailandés: เฉลิมพงษ์ พันภู่; 25 de marzo de 1981) es un deportista tailandés que compite en tenis de mesa adaptado. Ganó una medalla de bronce en los Juegos Paralímpicos de París 2024, en la prueba individual (clase MS7).

## Palmarés internacional
| Juegos Paralímpicos | Juegos Paralímpicos | Juegos Paralímpicos | Juegos Paralímpicos |
| Año                 | Lugar               | Medalla             | Prueba              |
| ------------------- | ------------------- | ------------------- | ------------------- |
| 2024                | París (Francia)     | Medalla de bronce   | Individual MS7      |